# Премия имени О. Ю. Шмидта
Премия имени О. Ю. Шмидта — премия, присуждаемая с 1971 года АН СССР и Российской академией наук. Присуждается Отделением океанологии, физики атмосферы и географии (совместно с Отделением геологии, геофизики, геохимии и горных наук) за выдающиеся научные работы в области исследования и освоения Арктики.
Премия названа в честь советского математика, географа, геофизика, астронома О. Ю. Шмидта.

## Лауреаты премии
- 1971 — Владимир Александрович Магницкий — за монографию «Внутреннее строение и физика Земли», издание 1965 года
- 1974 — Виктор Сергеевич Сафронов — за работу «Эволюция допланетного облака и образование Земли и планет»
- 1977 — Евгений Фёдорович Саваренский — за монографию «Сейсмические волны»
- 1980 — Владимир Наумович Жарков, Валерий Петрович Трубицын — за серию работ по теме «Физика земных и планетных недр»
- 1984 — Евгений Викторович Артюшков — за монографию «Геодинамика»
- 1986 — Николай Никитович Пузырёв — за серию работ по теории кинематической интерпретации сейсмических волн
- 1987 — Сергей Васильевич Гольдин — за серию работ по теории кинематической интерпретации сейсмических волн
- 1990 — Сергей Михайлович Молоденский — за цикл работ «Приливы, нутация и внутреннее строение Земли»
- 1993 — Михаил Евгеньевич Артемьев — за цикл работ «Изучение изостазии литосферы»
- 1995 — Юрий Ангелеевич Павлидис — за серию работ по проблеме «Шельф Арктики в позднем плейстоцене и голоцене»
- 2001 — Николай Александрович Айбулатов — за монографию «Экологическое эхо холодной войны в морях Российской Арктики»
- 2004 — Генрих Васильевич Алексеев — за серию работ «Исследование изменений в климатической системе Арктики»
- 2007 — Геннадий Григорьевич Матишов — за цикл работ по теме: «Палеогеография, экология, биология и океанография арктических морей»
- 2010 — Юрий Александрович Лаврушин, Михаил Аркадьевия Левитан — за монографии «Очерки истории седиментации в Северном Ледовитом океане и морях Субарктики в течение последних 130 тыс. лет» и «Sedimentation History in the Arctic Ocean and Subarctic Seas for the Last 130 kyr».
- 2013 — Владимир Михайлович Котляков, Артур Николаевич Чилингаров, Иван Евгеньевич Фролов — за цикл работ по тематике «Новые достижения в изучении криосферы и глубокого океана в полярных областях Земли (по программе Международного полярного года 2007—2008)»
- 2016 — Лев Михайлович Саватюгин — за серию монографий, посвящённых истории исследования и топонимике Российской Арктики
- 2019 — Валерий Арнольдович Верниковский, Валерий Дмитриевич Каминский, Виктор Антонович Поселов — за серию работ по единой тематике «Изучение глубинного строения Северного Ледовитого океана с целью обоснования внешней границы континентального шельфа Российской Федерации»